# Trome
Trome es un periódico peruano, fundado en 2001 que pertenece al Grupo El Comercio. Es el diario más vendido de habla hispana, con más de setecientos mil ejemplares al día y superando a periódicos como Clarín, La Prensa y El País. En contraste con El Comercio, que adopta un enfoque más formal, el diario se centra en noticias policiales y en sucesos escandalosos del ámbito de la farándula local.

## Historia
Fue fundado el 20 de junio de 2001 por el Grupo Editorial El Comercio junto a una campaña publicitaria al momento de ser comercializado a 50 céntimos de sol siendo recibido en sectores de clase económicamente baja. Sin embargo, este no tocaba sus tópicos agresivamente como en el tiempo de la prensa chicha, a pesar de no obtener los resultados deseados en los primeros seis meses de lanzamiento, para concentrarse en otras modalidades como las notas familiares y concursos para el público.
Desde su fundación, Víctor Patiño Marca (El Búho) fue su principal editor. El Búho presentó su propia columna, Pico TV, centrada en el periodismo y la política.
Este periódico trata principalmente temas de farándula, en la sección «Fiesta», seguida de noticias de actualidad local. En un discurso en el CADE 2005, el director del Grupo El Comercio, Alejandro Miró Quesada Cisneros, señaló que para darle credibilidad, se recurre a la verificación de hechos y se elimina el desnudo en sus portadas. Además, incluye consejos familiares a través de su sección Padres e hijos.
En 2013, luego de la salida de su competidor Ajá, del Grupo de la Empresa Periodística Nacional (Epensa), Trome alcanzó el 30 % de la participación de los ingresos de la editorial, convirtiéndose en el más leído de Latinoamérica durante el año 2014.
Según Kantar Ibope en diciembre de 2016 el diario superó los 2.5 millones de lectores.

## Controversias
Trome es conocido por su cobertura de la delincuencia local y la importancia que otorga a sus portadas, a diferencia del diario de la misma empresa El Comercio. Una investigación en Chiclayo de 2014 señaló que es el segundo diario de la ciudad en distribuir notas criminales.
Un estudio de la Universidad Nacional Mayor de San Marcos en 2008 sugirió que el diario intenta tener un tratamiento serio, a pesar de recibir críticas por su cobertura en farándula y de toque sensacionalista. Además, otro estudio de 2008 también de la misma universidad señaló que la columna La Señora María, que junto a su informante «el fotógrafo Gary», ofreció un espacio a los sectores populares temas relacionados con la injusticia en situaciones sobre política, sociedad, policiales y personajes de la farándula; esta columna solo limita la opinión de la señora frente a los aportes de Gary.
En abril del 2011 Trome, de El Comercio, fue demandado por difamación en el juicio de la fallecida empresaria Myriam Fefer; acerca de la relación sobre los responsables, Giovanna Valcárcel dijo que dejen de «hacer una novela» por el simple hecho de saber la convivencia en lugar de avanzar el juicio.

## Secciones
- Al día
- Actualidad
- Mundo
- Deportes
- Fiesta
- Escolar

## Columnas
- La Seño María
- Pisa Pelota por el Bombardero
- Padres e hijos
- Ampay por Meche Barrios
- Pico TV por el Búho